# Necrópole Megalítica da Serra Amarela
A Necrópole Megalítica da Serra Amarela está localizada na freguesia de Britelo, no município de Ponte da Barca, em Portugal, estando inserida no Parque Nacional da Peneda-Gerês.
É um complexo de 37 monumentos funerários, compostos maioritariamente por mamoas que ainda permitem identificar os materiais de construção utilizados nas couraças (blocos de granito e quartzo leitoso). As antas apresentam esteios de granito verticais, algumas com corredores ou pinturas realizadas a ocre.
Encontra-se classificada como Sítio de Interesse Público desde 2013.